# Triptiek (Toebosch)
Triptiek, op. 118 is een compositie voor fanfare van de Nederlandse componist en organist Louis Toebosch. Het werk werd in opdracht van de gemeente Kerkrade gecomponeerd voor het Wereld Muziek Concours (WMC) in 1981. Tijdens dit WMC was het een verplicht werk voor fanfareorkesten in de 1e divisie. De première van het stuk werd verzorgd door de Fanfare "Nos Jungit Apollo" uit Sint Oedenrode onder leiding van Sef Pijpers sr. op 18 maart 1981.